# 藤富郷
藤富 郷（ふじとみ ごう、1975年3月25日 - ）は、日本の気象予報士及び税理士。

## 経歴
埼玉県三郷市出身。三郷市立彦糸中学校、渋谷教育学園幕張高等学校から早稲田大学理工学部、早稲田大学理工学術院理工学研究科に進む。
早稲田大学理工学術院（大学院）時代に気象予報士試験に合格したことにより資格を取得。2000年に日本気象協会に就職する。
2002年よりNNN24専属気象予報士として活動を開始。2009年までNNN24での気象情報を担当する。
2011年4月より日本テレビの情報ワイドショー番組『スッキリ!!』の気象情報担当として登場し、現在に至る。
一方では税理士を目指しての勉強も気象予報士業務と並行して行い、資格取得後の2016年から税理士としても活動を始めている。

## 人物
自身の名前『郷』は、出生地の三郷市の一字を採ったものである。それ故か、出生してから現在まで三郷市から一度も居を移したことがなく自身の税理士事務所も三郷に構えている。
中学校進学後に天体観測に興味を持ち、星を見続けていた体験が気象予報士を志望した動機であるという。
ダムマニアとして知られる。自身が担当している『スッキリ!!』でも各地のダムに自らロケに出かけるほどの力の入れようである。
また鉄道ファンとしても名を知られ、各地の鉄道イベントに参加したり、イカロス出版刊行の鉄道模型雑誌『N.』でコラムを連載しているほか、 『スッキリ!!』で鉄道の話題が扱われる時にコメントをしたり、お天気コーナーの後ろで流れる鉄道の映像を自ら撮影したりしている。